# Dynamo FC
Dynamo Abomey Football Club is een Beninese voetbalclub uit de stad Abomey. Dynamo FC speelt in de Premier League, de hoogste voetbaldivisie van Benin. Ze speelt de thuiswedstrijden in het Stade Goho, een relatief klein stadion dat plaats biedt aan zo'n 7.500 toeschouwers.